# مراهقو التايتنز
مراهقو التايتنز أو الجبابرة المراهقون (بالإنجليزية: Teen Titans) هو مسلسل رسوم متحركة تيلفزيوني أمريكي من إنتاج شركة دي سي كوميكس ووارنر براذرز أنيميشن لي قناة كرتون نتورك تم عرضه لأول مرة في 19 يونيو 2003 حتى 15 سبتمبر 2006 واستمر لمدة 5 مواسم و 65 حلقة ويتحدث عن خمسة مراهقين أصدقاء كل واحد منهم يمتلك قوى خاصة من أجل محاربة قوى الشر.

## الشخصيات الرئيسية
ديك جريسون / روبن: هو شخصية سبق أن ظهرت في أفلام باتمان وهو قائد فريق التايتنز والمؤسس الرسمي له وهو صاحب الأوامر للفريق بالتحرك لدحر الشر والدفاع عن الخير ويتميز بشخصيته الشجاعة والجريئة ولا يملك أية قوى خارقة ولكنه يملك معدات تأهله لدحر الشر وهي نفس المعدات تقريبًا التي يملكها باتمان.
ستارفاير: هي مخلوقة فضائية من كوكب آخر غير كوكب الأرض وآخر من انضم للفريق غير أنه يبقى لها دائمًا دورها المهم في نجاح عمل الفريق فهي من يجمعهم ومن يساعدهم ويمكنها النجاة في الفضاء وبإمكانها إطلاق طاقة حرارية من أيديها وبإمكانها الطيران.
سايبورغ: شخصية غريبة مكونة من نصف إنسان ونصف آلي وهو فتى العضلات الحديدية كما يعرفه الجميع ولا سيما أصدقائه وهو أضعف عضو في فريق التايتنز وطابعه الذكاء وهو اختصاصي في الأجهزة الإلكترونية. وهو مدجج بأسلحة قوية ولا يمكنه الطيران.
بيست بوي: أو فتى المقالب شخصية فكاهية تتميز بخفة الظل وروح الدعابة وهو ثاني أضعف شخص في الفريق غير أن ذلك لا يمنعه أن يكون له دور فعال في الفريق ويمكنه أن يتحول إلي أي حيوان في المملكة الحيوانية بأكملها والطيور.
رايفن: فتاة في فريق التايتنز وهي شخصية يلفها الغموض غير أنها تبقى محتفظة بقلبها ومشاعرها الطيبة وهي أقوى مقاتلة الفريق وهي ساحرة وابنة الشيطان ترايجون وتملك بسحرها أشياء خارقة ويمكنها الطيران.

## الأصوات
- داني بستاني - روبن
- عبدو حكيم - بيست بوي
- ميلاد رزق - سايبورغ
- مها غلبوني - رايفن
- ندى نصر - ستار فاير
- جمال حمدان
- سامي ضاهر
- رالين داغر

## توقفه
تم إيقاف عرض مسلسل تين تايتنز بعد موسمه الخامس في عام 2006، رغم شعبيته الكبيرة. السبب الرسمي للتوقف لم يُذكر بشكل واضح من قبل القناة، لكن يُعتقد أن القرار كان جزءًا من تغييرات داخلية في شبكة كرتون نتورك وخططهم لعرض مسلسلات جديدة.
رغم انتهاء المسلسل، ظل الجمهور يطالب بعودة جزء سادس لفترة طويلة. وفي عام 2013، تم إطلاق نسخة جديدة باسم (Teen Titans Go!)، لكنها كانت مختلفة في الأسلوب والمحتوى الكوميدي مقارنة بالنسخة الأصلية.يبقى مسلسل تين تايتنز واحدًا من أكثر الأعمال الكرتونية المحبوبة في أوائل الألفينات، وكان لتوقفه أثر كبير على محبيه، خاصة مع النهاية المفتوحة التي خلّت كثير من الأسئلة بدون إجابات. وعلى الرغم من مرور سنوات طويلة، لا يزال المسلسل الأصلي يحتفظ بقاعدة جماهيرية كبيرة، ويتمنى الكثير أن يروا له عودة تليق بقصته الأصلية.تم ختام الكرتون بفيلم بعنوان Teen Titans: Trouble in) (Tokyo، والذي عُرض في عام 2006، ويُعتبر الخاتمة الرسمية لأحداث المسلسل.

## روابط خارجية
- مراهقو التايتنز على موقع IMDb (الإنجليزية)
- مراهقو التايتنز على موقع ميتاكريتيك (الإنجليزية)
- مراهقو التايتنز على موقع روتن توميتوز (الإنجليزية)
- مراهقو التايتنز على موقع كينوبويسك (الروسية)
- مراهقو التايتنز على موقع ألو سيني (الفرنسية)
- مراهقو التايتنز على موقع قاعدة بيانات الفيلم (الإنجليزية)